# Egira
Egira (grec antic: Αἴγειρα, llatí: Aegira) va ser una antiga ciutat de la costa sud del golf de Corint, a Acaia. Era una de les dotze ciutats de la Lliga Aquea, i estava situada davant del mont Parnàs, en uns turons de difícil accés, a set estadis de la mar i prop d'un riu, segurament el Crios. Pausànies l'identifica amb l'homèrica Hiperèsia (Ὑπερησία, Hyperêsía), i sembla que va agafar el nom d'Egira el 688 aC.
Pausànies diu que el més important dels edificis públics de la ciutat era un temple de Zeus. A més, hi havia un santuari molt antic d'Apol·lo i temples d'Àrtemis i d'Afrodita Urània, que es veneraven per sobre de les altres divinitats. Per Pausànies també sabem que a 72 estadis hi havia l'oracle d'Hèracles Buraic. El port es trobava a dotze estadis de la ciutat, i tenia una fortalesa de nom Fèl·loe (Φελλόη). Quan la veïna ciutat d'Eges va entrar en decadència, els habitants que encara hi vivien es varen traslladar a Egira, segons Estrabó. L'any 220 aC Etòlia va atacar la ciutat arribant de la Lòcrida, però els ciutadans van repel·lir l'atac. Va passar a Roma amb la resta de la Lliga Aquea el 146 aC. Va ser destruïda per una inundació o per un terratrèmol i va quedar sota la mar. L'any 1916 la va excavar per un equip austríac (Österreichische Archäologische Institut).
Les seves ruïnes es troben a l'actual Egira, al costat de l'autopista.